# Kenneth Henry
Kenneth « Ken » Henry, né le 7 janvier 1929 et mort le 1er mars 2009 , est un patineur de vitesse américain qui a remporté la médaille d'or du 500 m aux Jeux olympiques d'hiver d'Oslo en 1952. Il a gagné devant Donald McDermott (États-Unis) et Arne Johansen (Norvège) et Gordon Audley (Canada) tous les deux ex aequo.